# 카즈마 SC
카즈마 SC(아랍어: نادي الرفاع الرياضي)는 쿠웨이트 쿠웨이트시티를 연고로 하는 축구 클럽이다. 이 팀은 1964년에 창단되었으며 현재는 쿠웨이트 프리미어리그에 참가하고 있다. 축구 외에 핸드볼, 농구 팀도 운영한다.

## 성적
- 쿠웨이트 프리미어리그 4회 우승 (1986, 1987, 1994, 1996)
- 쿠웨이트 아미르컵 7회 우승 (1982, 1984, 1990, 1995, 1997, 1998, 2011)
- 쿠웨이트 크라운 프린스 컵 1회 우승 (1995)
- 알쿠라피컵 2회 우승 (2004, 2007)
- 알하사위컵 1회 우승 (2007)
- 걸프 클럽 챔피언스컵 2회 우승 (1987, 1995), 준우승 2회 (1988, 1977)

## 선수 명단

### 현역
참고: FIFA 자격 규정에 따라 소속된 국가대표팀 국기를 표시합니다. 선수는 복수의 FIFA 비회원국 국적을 가지고 있을 수 있습니다.
| 번호 | 포지션 | 국적       | 이름              |
| ---- | ------ | ---------- | ----------------- |
| 2    | DF     | 팔레스타인 | 미셸 테르마니니   |
| 21   | FW     |            | 매튜스 에두아르도 |
| 29   | DF     | 알제리     | 이마딘 아지       |
| 30   | MF     | 요르단     | 아나스 알 아와닷  |

| 번호 | 포지션 | 국적 | 이름 |
| ---- | ------ | ---- | ---- |

## 역대 감독
| 감독              | 임기 |
| ----------------- | ---- |
| 세르지우 파리아스 | 2023 |